# Стрілківська сільська рада (Перемишлянський район)
| Стрілківська сільська рада — колишній орган місцевого самоврядування у Перемишлянському районі Львівської області з адміністративним центром у с. Стрілки. Історична дата утворення: в 1939 році. Водоймища на території, підпорядкованій даній раді: річка Білий Потік. Сільській раді підпорядковані населені пункти: - с. Стрілки - с. Вілявче - с. Волове - с. Малі Ланки - с. Мостище - с. Стоки |

## Склад ради
Рада складається з 16 депутатів та голови.

### Керівний склад ради
| ПІБ                   | Основні відомості                                                                | Дата обрання | Дата звільнення |
| --------------------- | -------------------------------------------------------------------------------- | ------------ | --------------- |
| Дейнека Ігор Петрович | Сільський голова, 1948 року народження, освіта, член Української Народної Партії | 26.03.2006   | 31.10.2010      |
| Дейнека Ігор Петрович | Сільський голова, 1948 року народження, освіта вища, безпартійний                | 31.10.2010   |                 |

Примітка: таблиця складена за даними джерела